# Шизофренія
Шизофренія (від дав.-гр. σχίζω — «розщеплювати», «розколювати» + φρήν — «розум, мислення, думка»; раніше деменція прекокс, лат. dēmentia praecox — «раннє недоумство») — поліморфний психічний розлад (або група психічних розладів), що характеризується розпадом процесів мислення та емоційних реакцій. Характеризується погіршенням сприйняття реальності та значною соціальною дисфункцією. Вона найчастіше проявляється у вигляді слухових, зорових та інших галюцинацій, параної, маячення, дивних маній, дезорганізованістю мови й мислення. Це супроводжується значною соціальною або професійною дисфункцією. Поява симптомів зазвичай відбувається в юному віці, з глобальною поширеністю упродовж життя. Хвороба вирізняється тим, що пацієнт нібито будує свою персональну реальність, де діють інші закони, відмінні від законів навколишнього світу: ця реальність затягує хворого щораз глибше, в розвинених стадіях перетворюючи його життя на сон. Хворий живе в іншому світі — і зовсім байдужий до навколишніх цінностей і реалій. Діагноз ставлять на підставі медичної семіотики, а також на основі інструментальних методик. Ключовими ознаками шизофренії є інтрапсихічна атаксія, розпад психічних функцій. Психіка функціонує ніби оркестр без диригента. Є апатико-абулічний дефект особистості.
Розмаїття клінічних проявів породило дебати про те, чи є шизофренія єдиним захворюванням, чи це діагноз, за яким криється низка окремих синдромів. Цю неоднозначність було відображено при виборі назви: Ойген Блейлер використав множину, іменуючи хворобу шизофреніями.
Етимологія слова, від «розщеплення свідомості», викликає плутанину — у популярній культурі захворювання змішують із «роздвоєнням особистості» — неточним найменуванням дисоціативного розладу ідентичності. Перше відоме помилкове вживання терміна зазначено у статті поета Т. С. Еліота, опублікованій в 1933 році.
Ймовірність захворювання, за даними досліджень, становить 0,4-0,6 % (4-6 випадків на 1000 осіб). Чоловіки та жінки хворіють приблизно однаково часто, але у жінок є тенденція до пізнішого початку хвороби.
У хворих на шизофренію діагностуються коморбідні (супутні) розлади, серед них: депресія, тривожний і обсесивно-компульсивний розлади. Супутні соматичні захворювання, включаючи цукровий діабет, серцеві хвороби, деякі інфекційні захворювання, остеопороз, стани гіперліпідемії та гіпогонадизму часто недооцінюються та недоліковуються. Частими є соціальні проблеми. Підвищений ризик проблем зі здоров'ям обумовлюють зниження тривалості життя, яке у хворих на шизофренію може бути на 10—12 років менше порівняно з іншими людьми.
Шизофренія є однією з основних причин, які призводять до інвалідності. У дослідженні, проведеному в 14 країнах у 1999 році, було показано, що стан активного психозу посідає у цьому значенні третє місце після повного паралічу (квадриплегії) та деменції.
Також великий відсоток людей із шизофренією характеризується високою злочинною активністю та особливо небезпечною поведінкою для суспільства, їм важко керувати будь-яким бензиновим чи електричним транспортом. Так, 15 % усіх дорожніх пригод відбувається серед водіїв із шизофренією, шизоафектними психозами, шизотиповим розладом та афективними психозами. Через це люди з шизофренією та іншими подібними розладами мають перевірятись перед отриманням водійських прав.
Клінічний перебіг хвороби виявляє значне розмаїття проявів і не пов'язаний з неминучістю хронічного розвитку або прогресуючого наростання дефекту. Уявлення (передусім прийняте), що шизофренія є постійно прогресуючим захворюванням, відкидається фахівцями і не підтверджується методами нейровізуалізації та дослідженнями когнітивних функцій, клінічними спостереженнями та патоморфологічними даними. У деяких випадках одужання буває повним або майже повним.
Серед факторів, які зумовлюють більш сприятливий клінічний перебіг, — жіноча стать, переважання позитивних (на противагу негативним) симптомів, більший вік при першому епізоді, хороший рівень функціонування до хвороби, прийняття та підтримка з боку близьких та знайомих та ін.
Якщо хворий становить ризик для себе та оточення, може знадобитися госпіталізація. Однак у країнах Західного світу частота та термін перебування у стаціонарі знизилися, а якість роботи соціальних служб при цьому покращилася.
Психотерапія також широко рекомендується і використовується при лікуванні шизофренії, хоча можливості лікування часом обмежені фармакологічними препаратами через проблеми з фінансуванням або недостатньою підготовкою персоналу. Психотерапія спрямована також на соціальну та професійну реабілітацію пацієнтів.
За даними Всесвітньої організації охорони здоров'я (ВООЗ) (2001), шизофренія посідає третє місце серед усіх захворювань, які призводять до інвалідності, а пов'язані із нею непрямі економічні втрати й прямі економічні витрати суспільства є дуже великими.

## Історичні відомості
Описи стану, подібного до шизофренії, досить рідко виявляються в історичних документах до XIX століття, хоча повідомлення про ірраціональну, незрозумілу або неконтрольовану поведінку досить поширені. Детальний опис випадку в 1797 році стосовно Джеймса Тіллі Метьюза, а також розповіді Філіппа Пінеля, опубліковані 1809 року, часто вважаються найпершими описами цієї хвороби у медичній та психіатричній літературі. Вперше шизофренію описав як окремий синдром, який буває серед підлітків і молоді, Бенедикт Морель у 1853 році, давши йому назву démence précoce (буквально — «рання деменція»). Термін dementia praecox був також використаний у 1891 році Арнольдом Піком в описі окремого випадку психотичного розладу. У 1893 році Еміль Крепелен запровадив розлоге нове розрізнення у класифікації психічних розладів між dementia praecox та афективним розладом, який називають також маніакально-депресивним психозом, включно з уні- та біполярною депресією. Крепелен вважав, що dementia praecox є у першу чергу хворобою мозку, а саме формою деменції, яка відрізняється від інших її форм, таких як хвороба Альцгеймера, яка зазвичай буває у більш старшого покоління.

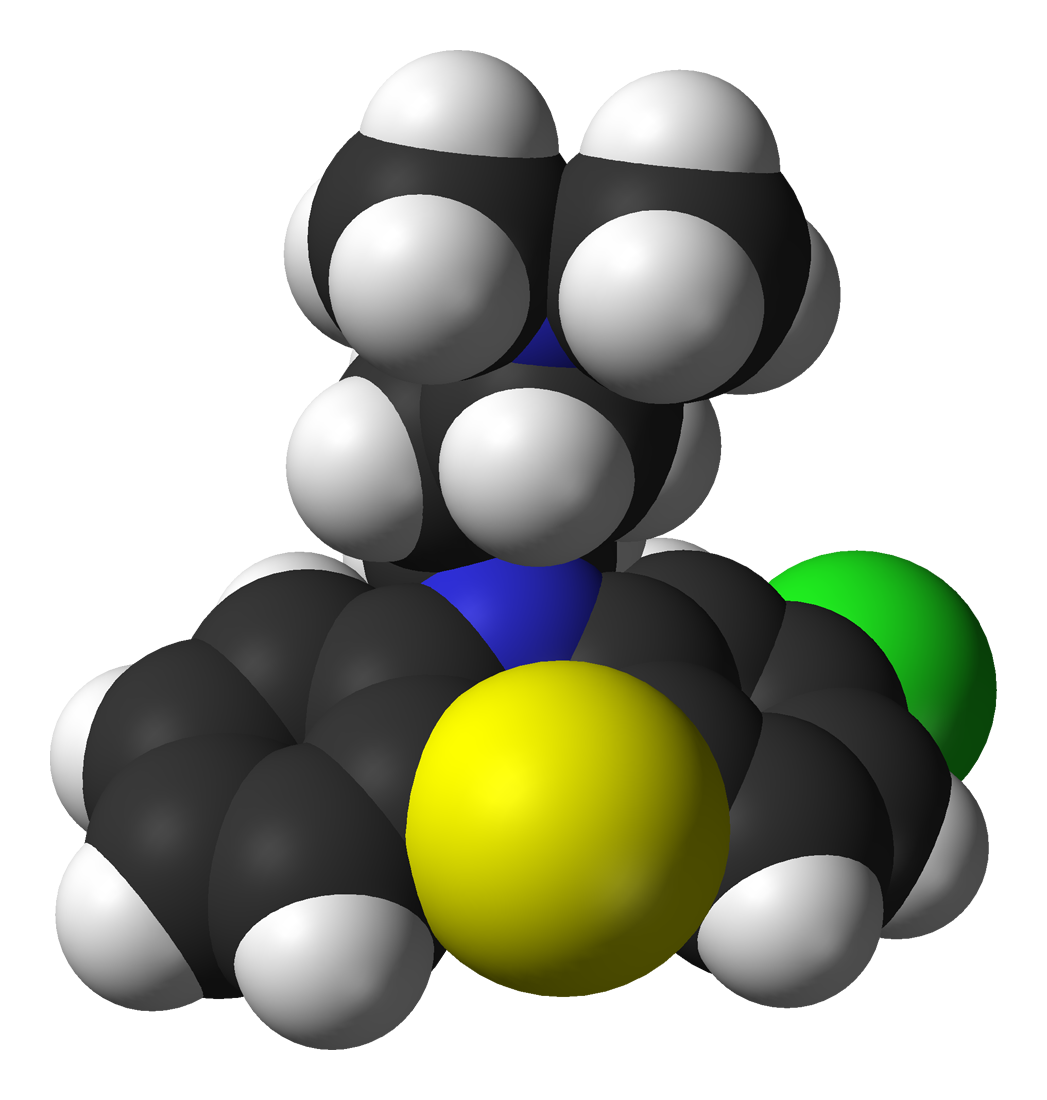
Молекула хлорпромазину, яка революціонізувала лікування шизофренії в 1950-х роках

Термін «шизофренія» запропонував у 1911 році швейцарський психіатр Ойген Блейлер, тому групу психозів, які об'єднуються цим поняттям, звуть ще й хворобою Блейлера. Її поширення, залежно від діагностичного підходу, оцінюють від 3 до 20 випадків на 1000 населення, в середньому 1-2 %.-2 %. Блейлер у 1908 році розмежував функціональності між особистістю, мисленням, пам'яттю і сприйняттям. Він описав основні клінічні прояви шизофренії як чотири «А»: притуплений афект, аутизм, погіршене асоціювання ідей та амбівалентність. Блейлер зрозумів, що ця хвороба не була деменцією, оскільки у деяких із його пацієнтів стан покращувався, а не погіршувався, і натомість запропонував термін «шизофренія». Лікування зазнало революційних змін у середині 1950-х рр., коли було розроблено та запроваджено хлорпромазин.
На початку 1970-х років діагностичні критерії шизофренії призвели до численних суперечек, які, своєю чергою, стали основою операційних критеріїв, які використовуються донині. Після американо-британського діагностичного дослідження 1971 року стало зрозуміло, що пацієнтів із цією хворобою набагато більше в Америці, ніж у Європі. Частково це пояснюється ширшими діагностичними критеріями у США, за якими використовується посібник DSM-II, на відміну від Європи, де використовувався тоді МКХ-9. Дослідження 1972 року Девіда Розенхана, опубліковане в журналі Science під заголовком «Про те, як залишатися при власному розумі у божевільних місцях», дійшло висновку, що діагностика шизофренії в США часто була суб'єктивною та ненадійною. Це призвело до перегляду не тільки діагностики шизофренії, але й усього посібника DSM, у результаті чого у 1980 році було опубліковано DSM-III.
Термін «шизофренія» зазвичай помилково розуміють як такий, що визначає людей із «роздвоєнням особистості». Хоча деякі пацієнти з діагнозом «шизофренія» можуть чути голоси і оцінювати їх як окремі особистості, сама хвороба необов'язково означає, що людина змінюється залежно від панування всередині певної особистості. Така плутанина частково виникає через буквальне тлумачення терміна Блейлера (адже спочатку Блейлер пов'язував шизофренію з таким відокремленням і включив випадки множинних особистостей у власну категорію шизофренії). Розлад множинних особистостей («роздвоєння особистості») часто помилково діагностували як шизофренію через надто широкі критерії у DSM-II. Перше відоме зловживання терміном у значенні «роздвоєння особистості» приведене у статті поета Т. С. Еліота у 1933 році.
У 2016 році, науковці оголосили про прорив у дослідженні шизофренії. Вперше виявлений ген, однозначно пов'язаний з розвитком цього складного психічного захворювання. Про відкриття повідомлено в журналі Nature[джерело?]. За останні роки в науці зібрано чимало інформації про біологічне коріння шизофренії — ролі генних мутацій, імунної системи і мікробіома у розвитку хвороби. Групі дослідників з США вдалося знайти у хворих на шизофренію варіант гена, дія якого пояснює всі ці явища.[джерело?]
Генетики і психіатри зібрали величезну базу даних по 65 тис. осіб з 30 країн і почали шукати генні мутації з найсильнішим зв'язком з шизофренією. Одним з кандидатів був варіант гена C4.
Відомо, що цей ген відповідає за вироблення білка, який виявляє патогенні мікроорганізми для подальшого знищення їх імунною системою. Однак C4 також застосовується в синаптичному прунінгу — це видалення надлишкових зв'язків у мозку для посилення найбільш часто використовуваних «шляхів». Відбувається прунінг під час статевого дозрівання.
Експерименти на мишах показали, що посилена експресія C4 дає більш інтенсивне «підстригання» синапсів. Саме це, вважають науковці, підвищує ймовірність розвитку шизофренії. Відзначається, що прояви шизофренії починають виявлятися в підлітковому віці. Нову гіпотезу підтверджує і факт щодо невеликої кількості синапсів у корі головного мозку у дорослих пацієнтів. Ймовірно, аномальна експресія C4 впливає і на імунну систему людей, які страждають від шизофренії.
Нове відкриття дало медикам надію створити більш ефективні ліки для лікування і навіть профілактики шизофренії (шляхом запобігання зайвому синаптичному прунінгу). Сучасні препарати в основному націлені на купірування симптомів хвороби — маячення і галюцинацій.
Фахівці все частіше висловлюють думку, що шизофренія являє собою не хворобу, а синдром — кодове слово, що забезпечує комунікацію між психіатрами, пацієнтами та науковцями. Розмаїття клінічних проявів породило суперечки про те, є чи шизофренія єдиним захворюванням або являє собою діагноз, за яким криється низка окремих синдромів. Всі попередні спроби знайти генетичну основу шизофренії закінчувалися провалом.

## Суспільство і культура

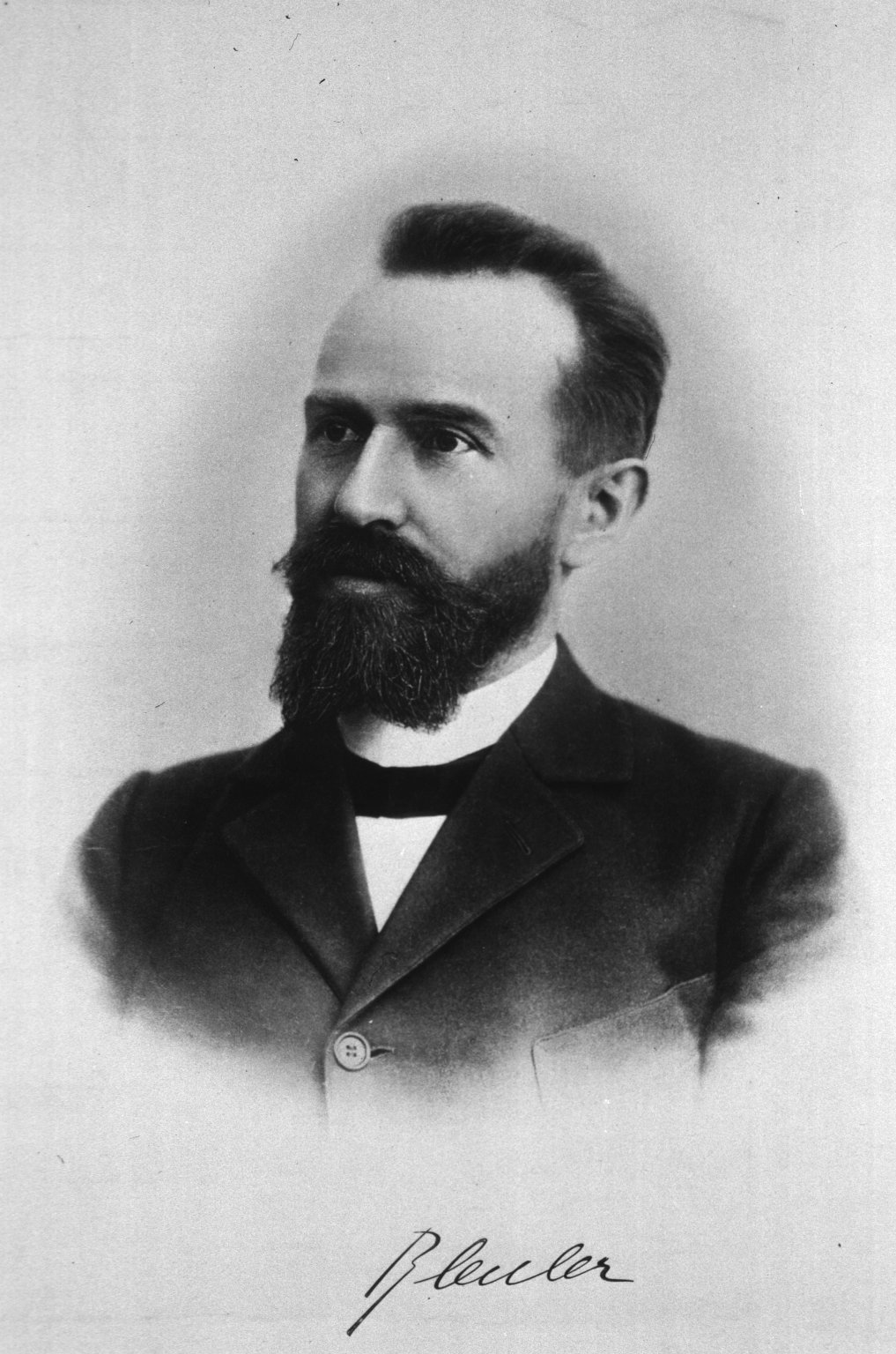
Термін «шизофренія» був створений Ойгеном Блейлером

У 2002 році термін, яким позначається шизофренія в Японії, був змінений із Seishin-Bunretsu-Byō 精神分裂病 (хвороба розщеплення розуму) на Tōgō-shitchō-shō 統合失調症 (інтеграційний розлад) для пом'якшення упереджень. На створення нової назви надихнула біопсихологічна модель; вона збільшила відсоток пацієнтів, яких інформували про діагноз, з 37 % до 70 % усього за три роки.
У США витрати на медичний менеджмент хворих на шизофренію — включно з прямими витратами (амбулаторне і стаціонарне лікування, медикаменти, довгостроковий догляд), а також витратами, які не стосуються охорони здоров'я (правозастосування, зменшена продуктивність на робочому місці та безробіття) — становили за розрахунками $62,7 мільярда у 2002 році. Книга та фільм Ігри розуму описують життя Джона Форбса Неша, математика — лауреата Нобелівської премії, якому поставили діагноз «шизофренія».
Соціальна стигматизація є значною перешкодою для ремісії у пацієнтів із шизофренією.

### Насильство
Особи із серйозними психічними хворобами, включно з шизофренією, набагато більше ризикують стати жертвами як насильницьких, так і ненасильницьких злочинів. З іншого боку, шизофренію іноді пов'язують із більшою кількістю жорстоких вчинків, хоча перш за все це пояснюється частішим вживанням наркотиків. Частота вбивств, пов'язаних із психозом, подібна до частоти при зловживанні наркотичними речовинами і пропорційна загальній частоті для регіону. Яка роль шизофренії в насильстві незалежно від зловживання наркотиків, — суперечливе питання, але вирішальними факторами тут можуть бути певні аспекти особистого життя чи розумового стану.
Висвітлення шизофренії у ЗМІ схильне акцентувати на рідкісних, але незвичайних насильницьких діях. Мало того, у великій репрезентативній вибірці дослідження 1999 року 12,8 % американців вважали, що хворі на шизофренію «дуже схильні» вдаватися до жорстоких дій стосовно інших, а 48,1 % заявили, що вони до цього «певним чином схильні». Понад 74 % відповіли, що хворі на шизофренію «не дуже здатні» або «зовсім не здатні» приймати рішення стосовно власного лікування, а 70,2 % мали таку саму думку щодо рішень про розпорядження грошима. Сприйняття людей із психозом як схильних до насильства, виросло більше ніж удвічі з 1950-х рр., згідно з одним мета-аналізом.

## Клінічні форми
За особливостями клінічних проявів виділяють чотири основні клінічні форми шизофренії: просту, гебефренічну, кататонічну і параноїдальну. Кожна форма має свої особливості проявів та клінічного перебігу захворювання.

### Проста
Ця форма починається в юнацькі роки і виявляється у зниженні працездатності, успішності в навчанні, праці. Помітно зменшується інтерес до навколишнього світу, до нового. Будь-яка нова інформація сприймається і засвоюється дуже важко. Зменшуються і, навіть, втрачаються контакти з родичами, друзями. Більшість часу хворий проводить усамітнено. З'являється виразна дивакуватість у поведінці, неохайність, галюцинації (переважно нюхові та слухові).
Слухові галюцинації хворих на шизофренію — це, переважно «голоси», які звучать або ззовні, або «з голови», або з обох «джерел» водночас чи по черзі, не дають хворому спокою, «дістають», лають його, наказують щось робити. Останні називаються імперативними (лат. imperativus — той, що наказує, вимагає). Хворі з імперативними голосами бувають дуже небезпечними. Вони можуть «отримати наказ» скалічити чи вбити когось. Змістом нюхових галюцинацій є неприємні запахи. Зорових — різноманітні предмети та їхні складові, цілісні ситуації, в яких суб'єкт, як йому здається, перебуває. Тактильних — дотики, удари, тиск, щипання. Органічних — впливи на організм та внутрішні органи (удари струму, стрясання, розтягування тощо), присутність в них сторонніх предметів, істот, загнивання або розкладання окремих або усіх внутрішніх органів.

### Гебефренічна
Гебефренічна (грец. hebe — юність, статеве дозрівання і phren — серце, душа, розум. Разом — недоладно-дурникувато-дитинячий) форма починається в молодому віці і проявляється в таких самих ознаках, що й проста. Разом з тим, специфічно порушується мислення — воно стає активним (лат. auto — сам). Хворий цілковито занурюється у свої галюцинації, відірвані від реального життя фантазії, позбавлені логіки і здорового глузду, уривчасті думки та ідеї. Багатьом хворим на гебефренічну форму шизофренії здається, що хтось насильно вкладає їм у голову думки; що їхні думки читають чи чують інші. Поведінці притаманні дурникувата грайливість, пустотливість, дитячість. Хворий раптом починає корчити гримаси, голосно реготати, підстрибувати на одній нозі, що може легко змінитись бурхливою вербальною агресією.

### Кататонічна
Кататонічна (грец. kata вздовж і tonos — напруга) форма починається в молодому віці й має багато з тих клінічних проявів, що й проста і гебефренічна форми.
Відрізняльними симптомами є:
- Кататонічний ступор — хворий застигає в якійсь позі й зберігає її годинами, днями, тижнями. Найчастіше — лежить у ліжку, накрившись з головою і тримаючи її у повітрі, так звана «повітряна подушка» або проявляється симптом каптура.
- Каталепсія (грец. katalepsis — схоплювання, напад) або воскова гнучкість. Хворі зберігають незручні пози, механічно надані їхньому тілу, кінцівкам іншими людьми. У багатьох у каталепсичному стані виникають онейроїдні сновидіння.
- Стереотипія (грец. stereos — твердий і typos — відбиток) — монотонні розхитування та інші одноманітні рухи.
- Ехолалія (грец. echo — відображення, відлуння звуку і lalia — мова) — повторювання почутих чужих слів, в тому числі звернених безпосередньо до хворого.
- Ехопраксія (грец. echo — відображення, відлуння звуку і praxia — дія) — повторення побачених дій, рухів інших людей.
- Негативізм (лат. negation — заперечення) — хворий робить протилежне тому, чого від нього вимагають, про що просять.
- Амбівалентність (грец. amphi — подвійність і лат. valentine — сила) — ставляться до когось, або до чогось одночасно позитивно і негативно, із симпатією і антипатією.
- Мутизм (лат. mutus — німий, безголосий) —  стан коли пацієнт не відповідає на запитання і навіть знаками не дає зрозуміти, що він згоден вступити в контакт з оточуючими

### Параноїдальна
Параноїдальна (грец. paranoia — безумство, божевілля) форма починається порівняно з іншими формами у віці між 30-40 роками. Хворим на цю форму шизофренії притаманні специфічні деформації мислення і ставлення до світу та до себе, згідно з якими, головним, визначальним у житті є їхні ідеї, думки, судження, оцінки, ними самими придумані закони, котрі психіатри називають надцінними або ідеями-фікс. Навколишній світ має відповідати цим продуктам їхнього внутрішнього світу. Вони непохитно впевнені, що усіма можливими засобами, незважаючи ні на що, світ слід змінювати відповідно до їхнього розуміння, а все, що виходить за межі цього розуміння та уявлення, немає права на існування і мусить бути знищеним. На цьому тлі цілком закономірно розвиваються манії величі та переслідування. Справді, з позиції параноїка, він, як автор і носій надцінної ідеї, є величною особистістю. На його думку, в нього маса ворогів, які протидіють утвердженню його надцінної ідеї.
За межами своїх маячних ідей параноїки здебільшого зберігають цілковито адекватну орієнтацію в довколишньому світі. Їхній інтелект взагалі не страждає, а пам'ять і спостережливість вельми загострюються і слугують упереджено-недовірливій, параноїдально-маячній інтерпретації поведінки, вчинків, дій, висловлювань, міміки оточення як ворожих, небезпечних щодо них.
Хворі на параноїдальну форму шизофренії, за наявності у них достатньо високого інтелекту, ідеально підходять на роль диктаторів. Їхній фанатизм, беззастережна відданість своїм ідеям-фікс, всупереч будь-яким фактам реальної дійсності та науковим положенням, які спростовують ці ідеї, нещадність, безмежна жорстокість, з якою вони, якщо є така можливість, знищують своїх дійсних, а здебільшого уявних ворогів, сприяють захопленню та тривалому утриманню влади.
Історичні факти свідчать, що під діагноз параноїдальної шизофренії цілком підпадають юдейський цар Ірод, римські імператори Калігула та Нерон, московський цар Іван Грозний, диктатори Гітлер і Сталін.[джерело?] Першим цей діагноз Сталіну поставив відомий російський невропатолог, психіатр та нейрофізіолог Володимир Михайлович Бєхтєрєв, необережно сказав про нього вголос у кулуарах медичного конгресу, поплатившись за це життям, в першу ж ніч, після цих слів. Цілком здоровий шістдесятирічний чоловік раптово помер за загадкових обставин.[джерело?]
Замкнутість, постійна хвороблива підозріливість Сталіна, ігнорування реальних фактів, які суперечать його уявним конструкціям і планам, нещадне нищення всіх, хто, як плід його патологічної уяви, стояв їм на заваді, багатомільйонні жертви, які він з легкістю приносив у боротьбі з «ворогами народу», інакше як манією переслідування не назвеш. А його манія величності, як відомо, була просто грандіозною. Попри це, у нього, як і в Гітлера, всихала рука, що є одним з незрозумілих симптомів параної.
У хворих на шизофренію нерідко зустрічається поєднання у різних пропорціях симптомів різних її форм. Патологічний процес триває до кінця життя, поступово прогресуючи. У більшості бувають більш-менш тривалі ремісії, а в окремих випадках — з майже цілковитим тимчасовим виходом із психозу.

## Механізми
Було зроблено безліч спроб, щоб пояснити зв'язок між зміною функції мозку і шизофренією. Однією із найбільш поширених є дофамінова гіпотеза, котра класифікує психоз як неправильну інтерпретацію мозком хибного спрямування дофамінергічних нейронів. Шизофренію пов'язують із гіперактивністю дофамінових систем мезокортикального і мезолімбічного трактів, тіла нейронів яких локалізовані у чорній речовині та вентральній зоні покришки.

### Психологічний
Багато психологічних механізмів брали участь у розвитку і підтримці шизофренії. Когнітивна упередженість була виявлена у пацієнтів із діагнозом або осіб, які підпадають під підозру наявності цього захворювання, особливо в умовах стресу або в заплутаних ситуаціях. Деякі когнітивні функції можуть відображати глобальний нейрокогнітівний дефіцит, такі як втрата пам'яті, в той час як інші можуть бути пов'язані з конкретними проблемами.
Попри виражений вияв притупленого афекту, останні дані показують, що багато людей з діагнозом «шизофренія» емоційно реагують, особливо на стресові або негативні стимули, і що така чутливість може призвести до появи певних симптомів або розладу. Деякі дані свідчать про те, що зміст маячних ідей і психотичних переживань може відображати емоційні причини захворювання, і що те, як людина інтерпретує такі переживання, може впливати на симптоматику. Використання «безпечної поведінки» для уникнення уявних загроз може сприяти хронічній маячні. Ще одним доказом ролі психологічних механізмів є вплив психотерапії на прояви шизофренії.

### Неврологічний

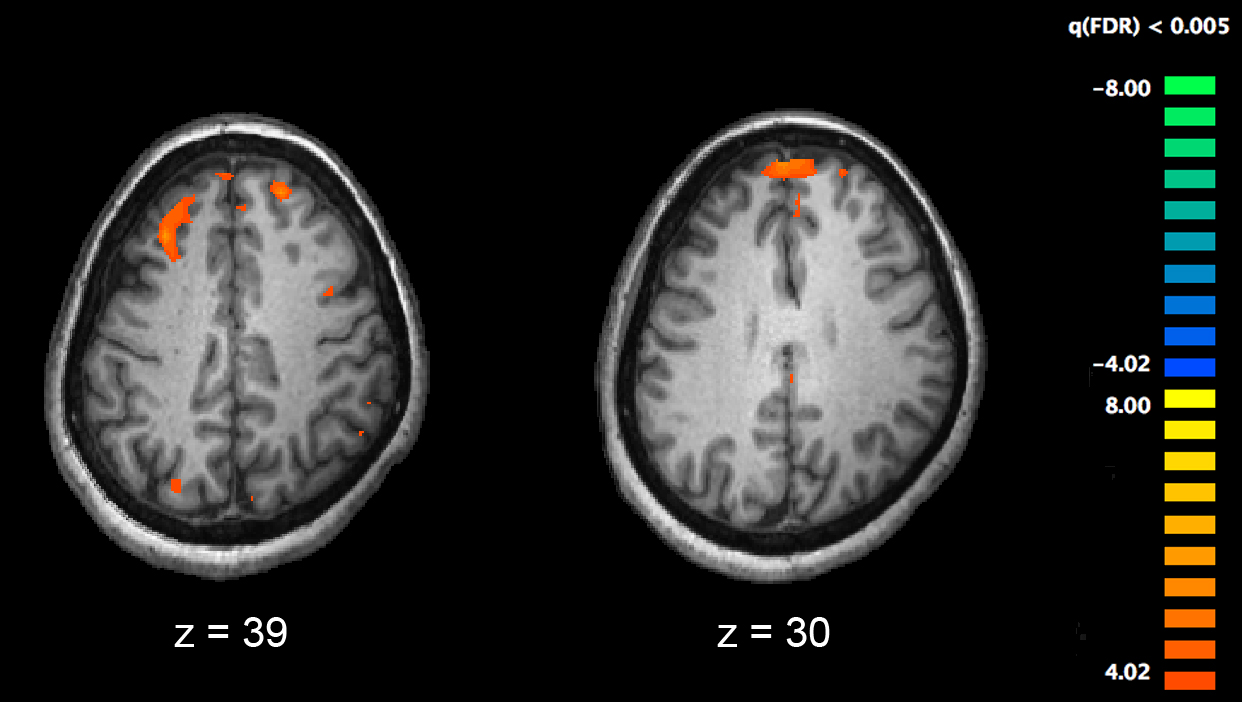
Функціональна магнітно-резонансна томографія (МРТ) та інші технології сканування мозку дають можливість дослідити відмінності в активності мозку у людей з шизофренією. Зображення показує два рівні мозку з ділянками, які були більш активними у здорових, ніж у хворих на шизофренію, виділеними червоним, під час дослідження МРТ робочої пам'яті.

Шизофренія пов'язана з ледь помітними відмінностями в структурах мозку, виявленими у 40—50 % випадків, і в хімічних процесах у мозку під час гострих психотичних захворювань. Дослідження з використанням технологій нейропсихологічних тестів і сканування мозку, такі як МРТ і ПЕТ для вивчення функціональних відмінностей у мозковій діяльності показали, що відмінності, ймовірно, найбільш часто бувають в лобовій частці, гіпокампі і скроневій частці мозку. Зменшення об'єму, значніші, ніж при хворобі Альцгеймера, були зафіксовані у ділянках лобової кори та скроневій частці. Неясно, чи це зменшення прогресувало в результаті хвороби, чи існувало до початку захворювання. Ці відмінності були пов'язані з нейрокогнітивним дефіцитом і часто асоціюються із шизофренією. Оскільки [[нейрон[]ні ланцюги змінюються, було альтернативно висловлено припущення, що шизофренію слід розглядати як сукупність порушень розвитку нервової системи.
Особливу увагу було приділено функції дофаміну в мезолімбічному шляху головного мозку. Ця увага виникла значною мірою в результаті випадкового виявлення, що препарати фенотіазіну, які блокують функції дофаміну, можуть зменшити психотичні прояви. Це також підтверджується тим фактом, що амфетаміни, які спричинюють вивільнення дофаміну, можуть посилити психотичні прояви при шизофренії. Відповідно до гіпотези впливу дофаміну на шизофренію було зроблено припущення про надмірну активацію D2 рецепторів як причину позитивних симптомів шизофренії. Хоча цю гіпотезу було постульовано упродовж приблизно 20 років на основі ефекту блокади D2, спільного для всіх антипсихотичних препаратів, її не було підтверджено аж до середини 1990-х років, коли ПЕТ і СПЕТ, візуалізаційні дослідження, надали докази на її підтвердження. Дофамінова гіпотеза нині вважається спрощеною, почасти тому, що атипові антипсихотичні препарати можуть бути настільки ж ефективні, як і ліки старшого покоління, тобто типові антипсихотичні ліки, але також вони впливають на функцію серотоніну і можуть мати трохи менший ефект блокування дофаміну.
Інтерес також викликає нейротрансмітер глутамат і зменшення функції рецептор глутамату NMD при шизофренії, значною мірою через аномально низькі рівні рецептора глутамату, виявлені після розтину у мозку хворих на шизофренію, а також відкриття, що глутамат-блокатори, такі як фенциклідин і кетамін, можуть імітувати прояви і когнітивні проблеми, пов'язані з цим захворюванням. Зниження функції глутамату пов'язане з поганим виконанням тестів, у яких в дії функції лобової частки і гіпокампу, і глутамат може впливати на функції дофаміну; ці два чинники впливають на шизофренію, що свідчить про важливу посередницьку (і, можливо, причинно-наслідкову) роль шляхів глутамату при цій хворобі. Але позитивні симптоми не реагують на глутаматергічні ліки.

## Причини
Генетичні фактори, вплив довкілля, нейробіологія та психологічні й соціальні процеси, вочевидь, є важливими факторами; деякі легкі наркотики і ліки, які відпускаються за рецептом, можуть спричинити або посилити клінічні прояви. Дослідження зосереджені на ролі нейробіологічних чинників, хоча жодної точної органічної причини не знайдено. Багато можливих комбінацій клінічних проявів викликали дебати про те, чи є діагноз одним єдиним розладом, чи навпаки, рядом дискретних синдромів. Не зважаючи на етимологію терміна, що походить від грецького коріння skhizein (σχίζειν, "«розколоти») і phrēn, phren- (φρήν, φρεν-; φρεν-; «розум»), шизофренія не означає «роздвоєння розуму», і це не те саме, що дисоціативний розлад особистості, також відомий як «роздвоєння особистості» — хвороби, з якою шизофренію часто плутають в суспільній свідомості.
Поєднання генетичних і екологічних факторів відіграє певну роль у розвитку шизофренії. Люди із сімейним анамнезом шизофренії, котрі страждають від перехідного або самообмеженого психозу, мають на 20—40 % більше шансів встановлення діагнозу шизофренії через рік.

### Генетична
Оцінки успадкованості захворювання варіюють через труднощі розділення впливів генетики і навколишнього середовища. Найбільший ризик розвитку шизофренії має родич першого ступеня пацієнта (ризик 6,5 %); більш ніж 40 % монозиготних близнюків хворих на шизофренію, також захворюють. Цілком імовірно, що багато генів беруть участь у цій хворобі, при цьому кожен відіграє невелику роль, а механізм їхньої передачі та експресії невідомий. Пропонували багато можливих генетичних причин виникнення хвороби, враховуючи конкретні варіації кількості копій NOTCH4 і місця зв'язування гістонних білків. Також було виявлено багато зв'язків із геномами, такими як білок 804A. Виявлено багато спільного між генетичними факторами шизофренії та біполярного розладу.
Припускаючи спадкову основу, постає одне питання з точки зору еволюційної психології: чому виникли гени, котрі підвищують ймовірність розвитку психозу, припускаючи, що захворювання має бути непристосованим з еволюційної точки зору. За однією з версій ці гени беруть участь в еволюції мови і людської природи, але на сьогодні такі ідеї мають не більше ніж теоретичний характер.

### Довкілля
До екологічних факторів, пов'язаних із розвитком шизофренії, належать середовище проживання, вживання наркотиків. Стиль виховання, вочевидь, не має значного впливу, хоча хворі з підтримкою батьків мають кращий прогрес ніж ті, до яких батьки ставляться критично чи ворожо. Життя в міському середовищі у дитинстві чи у дорослому віці підвищує ризик розвитку шизофренії удвічі, що було підтверджене дослідженнями,, навіть після врахування таких чинників як вживання наркотиків, етнічна група і розмір соціальної групи. Інші фактори, які відіграють важливу роль, — це соціальна ізоляція та імміграція, пов'язані із соціальними негараздами, расовою дискримінацією, сімейними негараздами, безробіттям і поганими житловими умовами.

### Зловживання психоактивними речовинами
Було виявлено зв'язок багатьох препаратів з розвитком шизофренії, зокрема таких як канабіс, кокаїн і амфетаміни. Близько половини хворих на шизофренію надмірно вживали наркотики та / або алкоголь, інші препарати можуть бути використані лише як засоби боротьби із депресією, занепокоєнням, нудьгою і самотністю.
Канабіс пов'язаний із дозозалежним збільшенням ризику розвитку психотичного розладу, при цьому часте вживання корелює з подвоєним ризиком психозу і шизофренії. У той час як вживання канабісу багато хто вважає сприятливим фактором виникнення шизофренії, це ще не доведено. Амфетаміни, кокаїн і, меншою мірою, спиртні напої можуть призвести до психозу, який є дуже схожим на прояві при шизофренії. Хоча загалом він не вважається причиною хвороби, люди, хворі на шизофренію, споживають значно більше нікотину, ніж середньостатистична особа.

### Фактори розвитку
Такі фактори, як гіпоксія та деякі інфекційні захворювання, або стрес і недоїдання матері під час розвитку плоду можуть призвести до незначного збільшення ризику шизофренії в більш пізньому віці. Люди з шизофренією найчастіше народжуються взимку або навесні (принаймні у Північній півкулі), що може бути результатом збільшення вірусних уражень в утробі. Ця різниця становить від 5 до 8 %.

## Клінічні прояви
У хворого на шизофренію можуть виникнути псевдогалюцинації (більшість з них скаржаться, що чули голоси), мали манії (часто дивні або переслідуючі за природою), а також дезорганізоване мислення і мову. Останнє може виявлятися у вигляді втрати логічного мислення, появи речень, майже не пов'язаних за змістом і непослідовних, відомий як набір слів у тяжких випадках. Соціальна самоізоляція, неохайність в одязі та гігієні, втрата мотивації та ясності мислення — все це звичайні прояви шизофренії.
Існують часті емоційні труднощі, наприклад відсутність адекватної реакції. З шизофренією пов'язане погіршення соціального пізнання, як і прояви параної; зазвичай виникає соціальна ізоляція. Труднощі з роботою і довгостроковою пам'яттю, увагою, функціями регуляції і швидкістю оброблення інформації також часто проявляються. При одному із рідкісних виявів шизофренії людина може значною мірою залишатися німою, нерухомою в дивних позах або проявляти безцільне збудження, тобто всі ознаки кататонії.
Закінчення підліткового і початок юнацького віку є піковими періодами початку шизофренії. У 40 % чоловіків і 23 % жінок з діагнозом шизофренія захворювання проявилося у віці 19 років. Щоб звести до мінімуму порушення розвитку, пов'язані з шизофренією, багато зусиль останнім часом було витрачено на виявлення та лікування фази продромального періоду хвороби, яка була виявлена за 30 місяців до появи основних клінічних проявів. У людей, в яких розвивається шизофренія, можуть виникнути короткочасні або самообмежені психотичні симптоми і неспецифічні ознаки соціальної ізоляції, дратівливість, дисфорія і незграбність, під час продромального періоду.

### Шнайдеріанська класифікація
На початку XX століття психіатр Курт Шнайдер перерахував форми психотичних симптомів, які, на його думку, відрізняють шизофренію від інших психотичних розладів. Це так звані симптоми першого рангу або симптоми першого рангу Шнайдера. До них належать маячення, яке контролюється зовнішніми силами; переконання, що думки вводяться ззовні або виводяться зі свідомості; переконання, що їхні думки транслюються іншим людям; і наявність галюцинаторних голосів, які коментують їхні думки або дії, чи які ведуть бесіди з іншими галюцинаторними голосами. Хоча вони внесли значний внесок у поточні діагностичні критерії, специфічність симптомів першого рангу була поставлена під сумнів. Огляд діагностичних досліджень, проведених із 1970 року до 2005 року, показав, що вони не дають змоги ані підтвердити, ані спростувати висновки Шнайдера, і тому було припущено, що симптомам першого рангу не слід приділяти увагу у ході майбутніх переглядів діагностичних систем. .

### Позитивні та негативні симптоми
Шизофренію часто описують із точки зору позитивних і негативних (або відсутніх) симптомів. Позитивні симптоми — це ті, яких більшість людей зазвичай не відчуває, але вони присутні у людей із шизофренією. До них можуть належати маячення, невпорядковані думки і слова, тактильні, слухові, візуальні, нюхові і смакові галюцинації, як правило, їх розглядають як прояви психозу. Галюцинації також зазвичай пов'язані зі змістом теми маячення. Позитивні симптоми зазвичай добре піддаються лікуванню.
Симптоми шизофренії поділяються на позитивні (додаткові ознаки, відсутні в нормальної людини) та негативні (відсутність ознак нормальної людини). Негативні симптоми є головними у діагностиці шизофренії, існують форми шизофренії, які проявляються виключно негативними симптомами (проста шизофренія).
До позитивних симптомів належать:
& Маячення. При шизофренії зустрічаються різні види маячення, але типовими саме для шизофренії є синдром Кандінського-Клерамбо. Пацієнт вважає, що хтось вкладає йому в голову думки, впливає на тіло, примушує здійснювати вчинки, що його думки телепатіюються іншим людям. У деяких випадках хворий може бути впевнений у тому, що якісь, зокрема мафіозні, структури володіють спеціальною апаратурою для читання й вкладання в нього думок засобами радіобіологічного зв'язку.
Пацієнт знаходить у книгах, періодиці тощо приховані повідомлення, адресовані особисто йому. Взагалі хворий постійно ставить себе в центр всесвіту і шукає якісь «знамення» своєї винятковості в тій чи іншій формі.
- Псевдогалюцинації. Типово шизофренічними є галюцинації у вигляді голосів («голоси в голові»), тобто хворий не бачить того, чого немає, а лише чує. Часто хворий може відрізнити голоси в голові (нереальні) від реальних звуків. Такі «галюцинації» називаються псевдогалюцинаціями. Повідомлення голосів часто мають погрозливий характер. Іноді голоси наказують хворому щось зробити. У деяких випадках хворий може виконати наказ голосів, хоча за статистикою це буває дуже рідко, а також залежить від характеру самих голосів, критичного настрою і волі самого хворого. Відомі випадки, коли хворі, які вилікувалися, розповідали, що просто вигадували «інопланетян, які телепатично спілкуються», та інші псевдогалюцинації, щоб розважити себе і привернути увагу до своєї персони.
- Конфлікт «соціальних упереджень і манії переслідування». Виникає унаслідок того, що будь-яка людина, яка знаходиться в конфліктній ситуації, живе в «бойовому» режимі й підозріло ставиться до всього навколишнього.
- Постійна рефлексія. Бажання розібратися з уявою, докопатися до істини і позбавитися від хвороби. Багатьох це штовхає на вивчення психології і психіатрії, і достатньо часто серед шизофреніків зустрічаються люди, які непогано обізнані в багатьох питаннях у цих областях. Дуже часті випадки, коли пацієнт є одночасно і ученим-психологом або психіатром.[джерело?] Окрім цього багато хворих можуть удатися до містицизму, магізму ситуації, також шукати причини захворювання у власній гріховності, боговідступництві, власному минулому і так далі. На цьому ґрунті часто зустрічається підвищена релігійність.

Іноді присутня незвичайна творча «плодючість». Автор, хворий на шизофренію, деколи може здатися недосвідченому глядачеві (слухачеві, читачеві тощо) дуже цікавим автором, який дуже живо поєднує те, що не поєднується чи співає про те, про що інші бояться навіть говорити і так далі.
Іноді може спостерігатися так зване «релігійне божевілля», для якого характерна крайня релігійна строгість відносно інших і відсутність її відносно себе. Наприклад, хворий може намагатися вбити жінку за те, що вона зробила аборт, мотивуючи це тим, що вона «вбивця», свою ж дію він за вбивство при цьому не вважає.
До негативних симптомів належать дефіцит нормальних емоційних реакцій або інших розумових процесів і вони менше реагують на лікування. До них належать сплощений або притуплений афект і бідність емоцій, бідність мови (алогію), нездатність відчувати задоволення (ангедонію), відсутність бажання формувати відносини (асоціальність) і відсутність мотивації (аволіція). Дослідження показують, що негативні симптоми більшою мірою впливають на низьку якість життя, функціональну інвалідність, аніж позитивні симптоми У людей із вираженими негативними симптомами часто була у минулому погана пристосовуваність ще до настання хвороби, і реакція на ліки часто обмежена.

## Діагностика

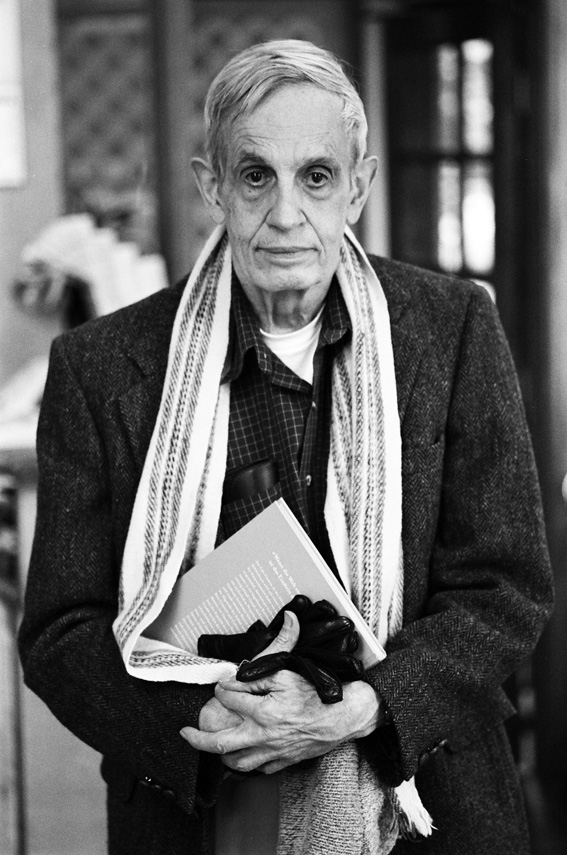
Джон Неш, американський математик і лауреат Нобелівської премії з економіки за 1994 рік, страждав на шизофренію. Його життю був присвячений кінофільм, який отримав премію Оскар у 2001 році Ігри розуму.

Шизофренію діагностують на підставі критеріїв Американської психіатричної асоціації Діагностичне і статистичне керівництво із психічних розладів, версія DSM-IV-TR, або Міжнародної статистичної класифікації хвороб і проблем, пов'язаних зі здоров'ям Всесвітньої організації охорони здоров'я МКХ-11. У цих критеріях використовують переживання людини на основі її показань і повідомлених відхилень у поведінці, з подальшою клінічною оцінкою психіатром. Симптоми, пов'язані з шизофренією, тривають певний час у популяції і повинні досягти певного ступеня тяжкості, перш ніж буде виставлений діагноз. Станом на 2009 немає об'єктивних критеріїв.
Внаслідок досліджень встановлено, що за шизофренії в епіфізі є зменшена у порівнянні з нормою кількість «мозкового піску». Це може бути пов'язано зі швидкою резорбцією гідроксиапатиту у зонах первинної мінералізації епіфіза або із появою специфічних цитоплазматиних круглих флюоритних утворень, які у нормі не зустрічаються. Паралельно трапляється потовщення трабекул, пов'язане з додатковою васкуляризацією. У цитоплазмі пінеалоцитів з'являються конкременти нового типу — неправильні порожнисті сфери розміром 0,1-1,5 мкм. Описані також симптоми аутизму при збоях у роботі епіфіза, кореляція між особливостями її функціонування та захворюваннями нервової системи людини. Варто відзначити також, що епіфіз включений у контроль сезонних й добових ритмів статевої активності та гомеостазу. Гальмування секреції мелатоніну (через цілодобове освітлення, мікрохвилі, радіохвилі, електромагнітні поля, у тому числі й поля, генеровані дисплеями комп'ютерів, та іонізуюче випромінювання) підвищує вироблення гонадотропінів, статевих гормонів та статеву активність. Порушена робота шишкоподібного тіла відзначається й на порушеннях статевої поведінки, особливо при її раку. Відтак з точки зору медичної семіотики за шизофренії внаслідок порушення роботи шишкоподібного тіла можуть спостерігатися сексуальні збочення та змінена добова активність.

### Критерії
Критерії МКХ-10 і 11, як правило, використовують в європейських країнах, у той час як критерії DSM-IV-TR використовують у США і решті світу, і переважають в наукових дослідженнях. У критеріях МКХ-10 і 11 більше уваги приділяють симптомам першого рангу Шнайдера. На практиці існує значна узгодженість між двома системами.
Відповідно до переглянутого четвертого видання Діагностичного і статистичного посібника з психічних розладів (DSM-IV-TR) для встановлення діагнозу шизофренії мають бути дотримані три діагностичні критерії:
1. Характерні симптоми: Два або більше з наступних, кожен з яких присутній упродовж більшої частини одного місяця (або менше, якщо симптоми послабшали після лікування).
2. * маячення;
3. * галюцинації;
4. * дезорганізована мова, яка є проявом розладу формального мислення;
5. * надзвичайно дезорганізована поведінка (наприклад, недоречний одяг, частий плач) або кататонічна поведінка;
6. * негативні симптоми: притуплений афект (відсутність або збіднення емоційної реакції), алогія (відсутність або зменшення мови), або аволіція (відсутність або зниження мотивації)
Якщо маячення оцінюється як дивне або при галюцинації чути один голос, який постійно коментує дії пацієнта або два чи більше голосів, які розмовляють один з одним, самого лише цього симптому буде достатньо як критерію. Критерій дезорганізованої мови виконується, тільки якщо він досить серйозний, щоб істотно погіршувати комунікацію.
7. Соціальна або професійна дисфункція: упродовж значної частини часу після початку порушень одна або кілька головних областей функціонування, такі як робота, міжособистісні відносини або самодопомога помітно нижчі рівня, досягнутого до початку.
8. Значна тривалість: безперервні ознаки порушення тривають упродовж не менше, ніж шести місяців. У цей шестимісячний термін треба враховувати, принаймні, один місяць симптомів (або менше, якщо симптоми послабшали після лікування).

Якщо ознаки порушення присутні більше місяця, але менше шести місяців, застосовують діагноз шизофреноподібний розлад. Психотичні симптоми, які тривають менше місяця, можна діагностувати як короткий психотичний розлад, а також різні умови можуть бути класифіковані як психотичний розлад без додаткових уточнень. Шизофренію не можна діагностувати, якщо істотно присутні прояви розладу настрою (хоча може бути встановлений діагноз шизоафективний розлад), або якщо присутні прояви розладу розвитку, якщо тільки їх не супроводжують значні маячення чи галюцинації, або якщо симптоми є прямим фізіологічним результатом загального медичного стану або зловживання психотичними речовинами, такими як ліки та наркотики.

### Підтипи шизофренії
DSM-IV-TR містить п'ять підкласифікацій шизофренії, хоча розробники DSM-5 рекомендують прибрати їх із нової класифікації:
- Параноїдальний тип: маячення або слухові галюцинації присутні, але розлад мислення, дезорганізована поведінка або притуплений афект відсутній. Наявна манія переслідування та / або манія величі, але на додаток до них присутні інші теми, такі як ревнощі, релігійність або соматизація також можуть бути присутніми. (Код DSM 295.3/код МКХ F20.0)
- Дезорганізований тип: зветься гебефренічна шизофренія у МКХ. При ньому наявні й розлад мислення, й притуплений афект. (Код DSM 295.1/код МКХ F20.1)
- Кататонічний тип: пацієнт може бути майже нерухомим або проявляти схвильований, безцільний рух. До симптомів можуть належати кататонічний ступор і воскова гнучкість. (Код DSM 295.2/код МКХ F20.2)
- Недиференційований тип: психотичні прояви присутні, але критеріїв параноїдального, неорганізованого або кататонічного типів немає. (Код DSM 295.9/код МКХ F20.3)
- Залишковий тип: позитивні симптоми присутні лише з низькою інтенсивністю. (Код DSM 295.6/код МКХ F20.5)

МКХ-10 визначає два додаткові підтипи:
- Постшизофренічна депресія: депресивний епізод, який виникає як наслідок шизофренічної хвороби з можливою присутністю слабких симптомів шизофренії. (Код МКХ F20.4)
- Проста шизофренія: Поступовий і прогресивний розвиток яскраво виражених негативних симптомів без попередньої історії психотичних епізодів. (Код МКХ F20.6)

## Відмінності від інших психічних розладів
Психотичні симптоми можуть бути присутніми і в деяких інших психічних розладах, враховуючи біполярний розлад, граничну психопатію,, отруєння наркотичними речовинами та наркотичний психоз. Делюзії («реалістичні») також наявні при делюзійному розладі, а соціальне відчуження — при соціальному тривожному розладі, тривожному розладі особистості та шизотиповому розладі особистості. Шизофренія стає супутницею обсесивно-компульсивного розладу (ОКР) набагато частіше, ніж можна було би пояснити простою випадковістю, хоча відрізнити нав'язливі стани при ОКР від шизофренічних делюзій може бути складно.
Для виключення хвороб, які часом можуть демонструвати психотичні симптоми, схожі на шизофренію, може знадобитися ширший медичний та неврологічний огляд. Приклади таких хвороб — розлад обміну речовин, системна інфекція, сифіліс, ВІЛ-інфекція у вигляді енцефалопатії, епілепсія та ураження головного мозку. Необхідно також пам'ятати про делірій, який відрізняється зоровими галюцинаціями, гострим перебігом та непостійним рівнем свідомості, а також вказує на іншу основну хворобу. У випадку рецидиву такі дослідження зазвичай не повторюють, якщо не існує певних «медичних» показань або можливого негативного впливу від нейролептиків. Для диференціації шизофренії від інших захворювань з подібною симптоматикою необхідно зробити загальний аналіз крові, сечі, біохімічний аналіз крові, токсикологічні тести крові та сечі, ЕКГ, ЕЕГ, МРТ.

## Лікування

### Загальні положення
Залежно від стану хворого приступи можна лікувати в домашніх умовах або в стаціонарі.
Огляд хворого проводить лікар-психіатр. Хворий потребує не лише медикаментозного лікування, але й психосоціального лікування та реабілітації з метою відновлення втрачених знань та навичок.
Невідкладна допомога включає призначення всередину або внутрішньом'язово однієї з похідних фенотіазину: аміназин, етаперазин, трифтазин. Фізично міцним пацієнтам вводять до 250—500 міліграмів аміназину (хлорпромазину). Можна призначити галоперидол (внутрішньом'язово по 4 мл 0,5 % розчину і більше), триседил в дозі 5-10 міліграм/добу або трифтазин (стелазин до 20—40 міліграма/добу), терапевтичний ефект робить клопиксол-акуфаз в індивідуальній дозі 50—150 міліграмів внутрішньом'язово.
Основою лікування є антипсихотичні ліки, які в першу чергу пригнічують активність рецепторів дофаміну (а іноді й серотоніну). Психотерапія та професійна і соціальна реабілітація є також важливими під час лікування. У серйозніших випадках — коли є ризик для себе та інших — може знадобитися примусова госпіталізація, хоча перебування у лікарні наразі коротші та рідші, ніж це було раніше.
Часто використовують служби підтримки включно із центрами соціально-медичної допомоги, візитами працівників служб психічного здоров'я, допомогою у працевлаштуванні[131] та групами підтримки. Деякий досвід показує, що регулярні фізичні вправи мають позитивний вплив на фізичне та психічне здоров'я пацієнтів із шизофренією.

### Медикаменти

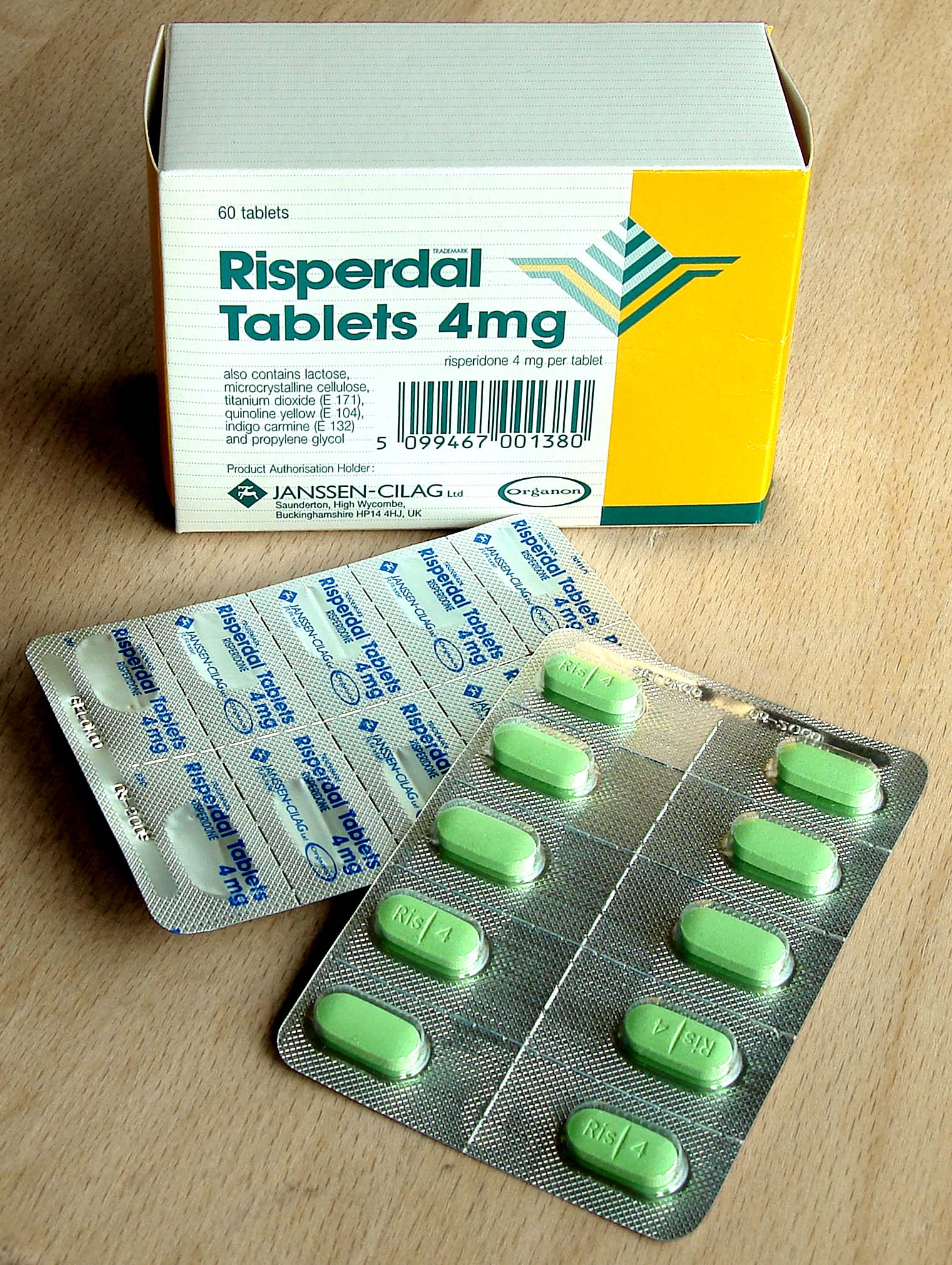
Рісперідон є розповсюдженим атиповим антипсихотичним лікарським засобом

В основі нейрохімічних механізмів терапевтичних ефектів нейролептиків є їхня антагоністична дія відносно дофамінових рецепторів субтипу D2 (за новішими даними, також D3 і D4), які локалізовані переважно в лімбічній системі головного мозку. Найбільший позитивний ефект при шизофренії мають сполуки, що є похідними фенотіазину (препарати аміназину тощо) та бутирофенону (препарат галоперидол). Для лікування негативних симптомів застосовують невеликі дози активуючих, дезінгібуючих нейролептиків, зокрема: флуанксол, аріпіпразол, трифтазин, амісульприд тощо. Тим не менше, такі ліки не можуть значним чином полегшити негативні симптоми та покращити когнітивну дисфункцію. Тривале застосування зменшує ризик рецидиву. Варто зауважити, що застосування антипсихотичних лікарських засобів може супроводжуватися маніфестацією екстрапірамідих розладів, які проявляються рухальними порушеннями неврологічних ускладнень. Нейролептики можуть спричинити майже увесь спектр екстрапірамідних порушень: паркінсонізм, дистонію, тремор, хорею, атеоз, акатізію, тики, міоклонії, стереотипії.
Вибір антипсихотичного лікарського засобу заснований на перевагах, ризиках і витратах. Твердження про те, що саме типові чи атипові антипсихотичні лікарські засоби кращі як клас, є спірними. Обидва мають однакову частоту вибування та рецидиву симптомів, коли типові медикаменти застосовують у невеликих та середніх дозах. 40—50 % пацієнтів реагують позитивно, 30—40 % — частково, а стійкість до лікування (відсутність позитивних симптоматичних змін за шість тижнів після застосування двох-трьох різних антипсихотичних лікарських засобів) спостерігаємо у 20 % людей. Клозапін є ефективним засобом для тих, хто недостатньо реагує на інші медикаменти, але має потенційно серйозний побічний ефект — агранулоцитоз (низька кількість гранулоцитів у крові) для 1–4 % пацієнтів.
Щодо побічних ефектів, типові антипсихотичні лікарські засоби пов'язують з більшою кількістю екстрапірамідних побічних ефектів, у той час як атипові засоб здатні спричинити значне збільшення ваги, цукровий діабет і метаболічний синдром. Хоча атипові засоби мають менше екстрапірамідальних побічних ефектів, такі відмінності незначні. Деякі атипові лікарські засоби, наприклад кветіапін і рісперідон, пов'язані з вищим ризиком смерті порівняно з типовим антипсихотичним перфеназіном, у той час як клозапін пов'язують із найнижчим ризиком смерті. Досі неясно, чи антипсихотичні засоби нового покоління зменшують ризик розвитку злоякісного нейролептичного синдрому — рідкісного, але серйозного неврологічного розладу.
Для пацієнтів, які не бажають або не можуть регулярно приймати ліки, для контролю над хворобою можна вживати депо-препарати тривалої дії. Вони значно зменшують ризик рецидиву порівняно з пероральними засобами. При використанні у комбінації з психосоціальними втручаннями вони можуть покращити довгострокову реакцію на лікування.

### Психосоціальні втручання
Для лікування шизофренії можна використовувати багато видів психосоціального втручання, включно із сімейною терапією, асертивним спільним лікуванням, підтримкою у працевлаштуванні, когнітивним лікуванням, розвитком різноманітних навичок, когнітивно-поведінковою терапією (CBT), окремими економічними втручаннями, а також психосоціальними втручаннями щодо вживання лікарських засобів і контролю ваги. Сімейна терапія або освіта, яка стосується всієї сім'ї пацієнта, може знизити ризик рецидивів і госпіталізацій. Докази ефективності CBT у зменшенні клінічних проявів або запобіганні рецидивів мінімальні. Арт- і драма-терапія поки що недостатньо досліджені.

## Погіршення, хронічне захворювання
Цей розлад зазвичай впливає на пізнавальну здатність, але він переважно також сприяє хронічним проблемам з поведінкою та емоціями. Люди з шизофренією часто мають супутні хвороби, в тому числі депресію і тривожний розлад; частота виникнення токсикоманії упродовж життя складає майже 50 %. Поширеними серед хворих на шизофренію є такі соціальні проблеми, як тривале безробіття, бідність і бездомність. Середня тривалість життя людей з цією хворобою на 12—15 років менша, ніж у тих, у кого її немає, через частіші фізичні проблеми зі здоров'ям і вищий рівень самогубств (близько 5 %).

## Прогноз
Шизофренія має значний вплив на суспільство та економіку. Вона призводить до зменшення очікуваної тривалості життя на 12—15 років, частково через її зв'язок із ожирінням, неактивним способом життя і палінням. Збільшений ризик самогубства грає меншу роль. Такі відмінності в очікуваній тривалості життя збільшилися упродовж 1970-90-х рр., проте не змінилися з 1990-х років до першого десятиріччя XXI-го століття у системі охорони здоров'я з відкритим доступом (Фінляндія).
Шизофренія — головна причина інвалідності, при цьому активний психоз посідає третє місце як причина інвалідності після квадриплегії та деменції, випереджуючи параплегію і сліпоту. Приблизно три чверті пацієнтів із шизофренією мають постійну інвалідність із рецидивами. Деякі люди одужують повністю, а інші ефективно функціонують у суспільстві. Більшість пацієнтів із шизофренією живуть самостійно із підтримкою місцевої спільноти. Серед пацієнтів із першим епізодом психозу довгостроковий сприятливий прогноз спостерігають у 42 % випадків, посередній — для 35 % і поганий для 27 % пацієнтів. Одужання від шизофренії є більш розповсюдженим у країнах, які розвиваються, ніж у розвинених країнах. Однак такі висновки уже було поставлено під сумнів.
Із шизофренією пов'язують вищий за середній рівень самогубств. Називають показник у 10 %, але новіший аналіз досліджень і статистики коригує його до 4,9 %. Найчастіше самогубства трапляються після гострого нападу або першої госпіталізації. У декілька разів більше пацієнтів (20—40 %) здійснюють спробу самогубства щонайменше один раз. Факторів ризику досить багато, серед них — чоловіча стать, депресія і високий коефіцієнт інтелекту.
Шизофренія і паління підтвердили свій міцний зв'язок у різних дослідженнях по всьому світу. Паління цигарок особливо часто спостерігають серед людей із діагнозом «шизофренія» — за приблизними підрахунками, 80—90 % з них є постійними курцями, порівняно з 20 % загального населення. Ті, хто палять тютюн, зазвичай роблять це активно, а крім того, палять цигарки із високим вмістом нікотину. За деякими даними, параноїдна шизофренія може мати кращі перспективи, ніж інші її види для самостійного життя та працездатності.

## Профілактика
Наразі докази ефективності раннього втручання для запобігання шизофренії не є вичерпними. У той час як існують докази, що своєчасне втручання у стан людини, котра переживає психотичний епізод, може покращити короткострокові прогнози, у п'ятирічній перспективі особливого покращення не спостерігаємо. Спроби попередити шизофренію у продромальному періоді не мають підтверджених переваг і тому станом на 2009 рік не рекомендовані. Профілактика складна, оскільки не існує надійних ознак подальшого розвитку хвороби. Тим не менше, деякі випадки шизофренії можна відтермінувати або запобігти шляхом заборони вживання канабісу, зокрема серед молоді. Особи, які мають сімейний анамнез шизофренії, можуть бути більш вразливими до психозу, котрий спричиняє канабіс. Крім того, одне дослідження виявило, що спричинені канабісом психотичні розлади призводять до розвитку постійних психотичних станів приблизно у половині випадків.
Варто зауважити, що за активації дофамінових D2-рецепторів посилюється вивільнення анандаміду у стріатумі лабораторних пацюків в умовах вільної поведінки. Антагоніст СВ1-рецепторів SR 141716A значно посилює гіперактивність, яка виникає при введенні агоніста D2-рецепторів квінпіролу. Агоністи D2- та СВ1-рецепторів спричинюють протилежні поведінкові ефекти при мікроін'єкціях у базальні ганглії. Ці дані свідчать про те, що анандамід може модулювати психомоторну активність, індуковану дофаміном.
Теоретичні дослідження стають основою стратегій, які можуть знизити кількість випадків захворювань на шизофренію. Один із підходів — зрозуміти, що відбувається на генетичному та неврологічному рівнях і спричинює хворобу; тоді можна займатися розробкою біомедичних втручань. Однак велика кількість і різноманітність генетичних впливів, кожен із яких є сам по собі незначним, ускладнює це завдання. Крім того, стратегії в охороні здоров'я можуть вибірково працювати із соціально-економічними факторами, які пов'язують із більшою кількістю випадків шизофренії у певних групах — наприклад, серед іммігрантів, етнічних меншин або бідних верств населення. Загальнонаціональні стратегії можуть просувати послуги, які допоможуть безпечній вагітності та здоровому дитинству включно з психологічним розвитком і соціальним пізнанням. Однак поки що не існує достатньо доказів для впровадження таких ідей у життя, а більш загальні проблеми стосуються не лише шизофренії.

## Епідеміологічні особливості
| no data ≤ 185 185–197 197–207 207–218 218–229 229–240 | 240–251 251–262 262–273 273–284 284–295 ≥ 295 |

Роки інвалідності для шизофренії на 100 000 осіб станом на 2004 рік.
no data
≤ 185
185–197
197–207
207–218
218–229
229–240
240–251
251–262
262–273
273–284
284–295
≥ 295

Шизофренія буває серед 0,3–0,7 % людей у певний момент життя, або ж у 24 млн людей по всьому світу станом на 2011 рік. Вона проявляється у 1,4 рази частіше серед чоловіків, ніж серед жінок, і серед перших виявляється раніше — піковий вік для першого гострого нападу складає 20—28 років для чоловіків і 26—32 роки для жінок. Перший гострий напад у дитинстві спостерігають набагато рідше, як і перший гострий напад у середньому чи похилому віці. Попри розповсюджену думку, що шизофренія трапляється однаково часто по всьому світу, показники відрізняються залежно від країни, а також на місцевому і навіть дуже локальному рівнях. Ця хвороба спричиняє приблизно 1 % років інвалідності по всьому світі. Кількість випадків шизофренії може варіюватися навіть утричі, залежно від її визначення.